# Kick 'em Jenny
Il Kick 'em Jenny (nel linguaggio popolare inglese significa: Dagli un calcio Jenny) è un vulcano sottomarino attivo situato nel Mar dei Caraibi, 8 km a nord dell'isola di Grenada e 8 km a ovest dell'isola Ronde, una piccola isola privata, nelle Grenadine.
Il Kick 'em Jenny si innalza di 1.300 metri rispetto al fondale marino, sulla ripida parete interna occidentale della dorsale delle Piccole Antille.
In quest'area, la placca sudamericana sta andando in subduzione al di sotto della placca caraibica nella parte orientale della dorsale e al di sotto dell'arco insulare delle Piccole Antille.

## Etimologia
Il vulcano non era conosciuto prima del 1939, anche se la denominazione "Kick 'em Jenny" (Dagli un calcio Jenny) compariva su alcune mappe precedenti riferendosi sia a una piccola isola oggi chiamata Diamond Rock in inglese o Île Diamante in francese, che allo stretto marino compreso tra l'isola di Granada e l'isola Ronde (o Île de Ronde).
Non è nota l'origine del nome, da alcuni viene riferita alle acque che sono a volte piuttosto turbolente in quel tratto di mare.

## Attività sismica
La prima registrazione nota di attività sismica del vulcano risale al 1939, anche se ragionevolmente ce ne sono state altre in precedenza. Il 23-24 luglio 1939 un'eruzione squarciò la superficie del mare lanciando in aria una colonna di detriti e vapore fino a 275 metri di altezza e generando una serie di piccoli tsunami alti circa un paio di metri, che raggiunsero la linea costiera settentrionale di Grenada e quella meridionale delle Grenadine. Una piccola onda di tsunami arrivò anche sulla costa occidentale delle vicine Barbados.
Tra il 1939 e il 2001 sono state registrate altre 12 eruzioni, nessuna delle quali di dimensioni paragonabili a quella del 1939. La maggior parte furono registrate solo dai sismografi; si trattava di eventi percepibili anche sott'acqua o in prossimità del vulcano come un rombo di profondità.
Una indagine del 2003 effettuata con mezzi sottomarini ha scoperto un cratere con fumarole attive da cui fuoriuscivano bolle di gas caldi e freddi. Sono stati raccolti campioni di basalto e olivina. Sul fianco occidentale è stata trovata una struttura collassata a forma di arco che sembra essere la sorgente di una valanga sottomarina di detriti che si estende in direzione ovest per circa 15 km lungo la scarpata della dorsale verso il bacino di Grenada. Secondo il Global Volcanism Program della Smithsonian Institution, la sommità del vulcano si trova a 185 metri al di sotto della superficie del mare.
Segni di elevata sismicità sono iniziati l'11 luglio 2015, mentre il giorno 23 dello stesso mese gli strumenti rilevarono un segnale continuo che fece innalzare il livello di allerta al codice "arancio", che è il secondo livello più alto. Il 24 luglio alle ore 02:00 gli strumenti hanno registrato un evento esplosivo della durata di un'ora. Tuttavia il giorno seguente, gli studiosi del Seismic Research Centre dell'University of the West Indies alzatisi in volo sopra l'area del vulcano, non notarono alcun effetto visibile sulla superficie del mare; dalle 18:00 non è più stata rilevata alcuna attività. Il giorno successivo, 26 luglio, il livello di allerta fu abbassato a giallo.